# Louis Mathey
Pour les articles homonymes, voir Mathey.
Louis Mathey  (Louis Jean-Marguerite Mathey) , né le 27 septembre 1827, à Thurey et mort le  29 février 1912 dans la même commune, est un homme politique français.

## Biographie
Louis Mathey est docteur en médecine. Neveu d'un député et cousin d'un sénateur, il devient maire de Thurey en 1860, élu au conseil général de Saône-et-Loire (canton de Saint-Germain-du-Bois), en 1862. Il est élu député en mai 1898, au premier tour, avec 12 216 voix . Il n'a pas de concurrent. Il succède à Lucien Guillemaut élu sénateur en le 27 mars 1898.  Il s'inscrit au groupe de la gauche démocratique. Il est  vice-président de la société d'agriculture de Louhans. Il ne se représente pas aux élections de 1902.
Il est chevalier de la Légion d'honneur.

## Sources
- « Louis Mathey », dans le Dictionnaire des parlementaires français (1889-1940), sous la direction de Jean Jolly, PUF, 1960 [détail de l’édition]